# Adășeni
Adășeni is een Roemeense gemeente in het district Botoșani.
Adășeni telt 1556 inwoners.